# Cumbre de San José
Cumbre de San José är en ort i Mexiko.   Den ligger i kommunen Xochistlahuaca och delstaten Guerrero, i den sydöstra delen av landet, 300 km söder om huvudstaden Mexico City. Cumbre de San José ligger 519 meter över havet och antalet invånare är 356.
Terrängen runt Cumbre de San José är lite bergig. Runt Cumbre de San José är det ganska glesbefolkat, med 50 invånare per kvadratkilometer. Närmaste större samhälle är Tlacoachistlahuaca, 11,4 km väster om Cumbre de San José. Omgivningarna runt Cumbre de San José är en mosaik av jordbruksmark och naturlig växtlighet.